# Kanton Bagnères-de-Bigorre
Bagnères-de-Bigorre is een voormalig kanton van het Franse departement Hautes-Pyrénées. Het kanton maakte deel uit van het arrondissement Bagnères-de-Bigorre. Het werd opgeheven bij decreet van 25 februari 2014, met uitwerking op 22 maart 2015.

## Gemeenten
Het kanton Bagnères-de-Bigorre omvatte de volgende gemeenten:
- Antist
- Argelès-Bagnères
- Astugue
- Bagnères-de-Bigorre (hoofdplaats)
- Banios
- Bettes
- Cieutat
- Hauban
- Labassère
- Lies
- Marsas
- Mérilheu
- Montgaillard
- Neuilh
- Ordizan
- Orignac
- Pouzac
- Trébons
- Uzer